# Mr. Crocodile Dundee
Mr. Crocodile Dundee ("Crocodile" Dundee) è un film commedia del 1986 di Peter Faiman, interpretato da Paul Hogan nel ruolo di Michael J. Mick Dundee e Linda Kozlowski, e ambientato nell'entroterra australiano e a New York. Ispirato alle imprese reali di Rod Ansell o Arvids Blumentals (Crocodile Harry), il film è stato realizzato con un budget inferiore a 10 milioni di dollari come tentativo deliberato di realizzare un film commerciale australiano che piacesse al pubblico americano tradizionale, ma si è rivelato un fenomeno mondiale.
Uscito il 30 aprile 1986 in Australia e il 26 settembre 1986 negli Stati Uniti, è stato il film con il maggior incasso di tutti i tempi in Australia, il film australiano con il maggior incasso mondiale, il secondo film con il maggior incasso negli Stati Uniti nel 1986, il film non statunitense con il maggior incasso al botteghino statunitense di sempre e il secondo film con il maggior incasso mondiale dell'anno. Esistono due versioni del film: la versione australiana e una versione internazionale, che ha sostituito gran parte dello slang australiano con termini più comunemente compresi, ed era leggermente più breve.
La pellicola ha avuto una candidatura al premio Oscar per la miglior sceneggiatura originale, mentre Paul Hogan ha vinto il Golden Globe come miglior attore in un film commedia o musicale. 
Come primo film della serie di film Crocodile Dundee, è stato seguito da due sequel: Mr. Crocodile Dundee 2 (1988) e Crocodile Dundee 3 (2000), sebbene entrambi i film non siano riusciti a eguagliare il successo di critica del predecessore.

## Trama
Mick Dundee, soprannominato Mr. Crocodile, per la sua professione di guida e di cacciatore di coccodrilli nelle selvagge savane dell'Australia, in una delle sue spedizioni viene attaccato da un coccodrillo che gli distrugge l'imbarcazione e lo ferisce gravemente a una gamba. Scampato miracolosamente alla morte dopo una settimana di viaggio estenuante, inizia a gestire insieme a Wally Reilly un'agenzia di viaggi dove l'avventura è assicurata. Il clamore suscitato dalla sua rocambolesca vicenda viene reclamizzato abilmente dal socio che spera di incrementare gli affari dell'agenzia. I risultati non si lasciano attendere.
Da New York arriva Sue Charlton, un'intraprendente reporter a caccia di colpi sensazionali per il suo giornale. Grazie alla mediazione di Wally, Sue incontra Mr. Crocodile, e insieme affrontano un viaggio per ripercorrere le tappe della vicenda vissuta pericolosamente dal cacciatore di coccodrilli. Terminato il viaggio, ricco di sorprese e di pericoli, Sue convince Mick a seguirla a New York per presentare alla stampa l'eroe che non è mai vissuto in una città con più di cinquanta abitanti.
Mr. Crocodile, una volta arrivato nella metropoli, non tarda ad ambientarsi, risultando simpaticissimo a tutti quelli che incontra. Il padre di Sue, ricchissimo editore, vuole a tutti i costi farle sposare Richard Mason e, quando tutto sembra presupporle, le nozze sfumano perché è sbocciato l'amore fra la dolce giornalista e il rude cacciatore di coccodrilli.

## Produzione
L'idea di girare il film è venuta a Paul Hogan (l'attore protagonista e uno degli sceneggiatori) quando era a New York City. Si chiese come sarebbe se un boscimano del Territorio del Nord arrivasse in città. Come ha detto Paul Hogan: "C'è molto su Dundee che tutti pensiamo di essere; ma non lo siamo, perché viviamo a Sydney. È un mitico australiano dell'outback che in parte esiste: l'uomo di frontiera che cammina attraverso la boscaglia, raccogliendo serpenti e gettandoli da parte, vivendo della terra che può cavalcare e abbattere alberi e ha quella filosofia semplice, amichevole e rilassata. È come l'immagine che gli americani hanno di noi, quindi perché non dargliene una?... Siamo sempre stati disperatamente a corto di eroi popolari in questo paese. Ned Kelly è patetico. Così sono i bushranger."
Il budget del film è stato aumentato attraverso le agevolazioni fiscali 10BA tramite Morgan Sharebrokers. Paul Hogan ha utilizzato i suoi collaboratori abituali della TV, tra cui John Cornell, Peter Faiman e Ken Shadie. Linda Kozlowski è stata importata per interpretare la giornalista americana; Actors' Equity Australia si è opposto a questo, ma alla fine ha ceduto.
Le prime scene sono state girate nella cittadina di McKinlay nel Queensland, dove l'hotel utilizzato ha pavimenti in legno duro originale deformato e lucidato. Non ci sono nemmeno coccodrilli nella zona in quanto si trova nell'entroterra senza una grande fonte d'acqua. Sei settimane di riprese sono state trascorse lavorando a Jaja, un campo di estrazione di uranio abbandonato nel parco nazionale Kakadu nel Territorio del Nord, con una settimana aggiuntiva a Cloncurry. Ci sono state altre sei settimane di riprese a New York. Le riprese sono terminate l'11 ottobre 1985. [8]Quando il film è finito, Hogan ha detto che si aspettava che avrebbe guadagnato milioni di dollari in tutto il mondo. Hogan ha anche detto del film: "Sto progettando che sia il primo film vero e proprio dell'Australia. Non penso che ne abbiamo ancora avuto uno, non un film vero, pubblico, di successo e divertente".

## Edizione italiana
Nell'edizione italiana del film il diminutivo utilizzato per il protagonista è Mitch, anziché Mick come in originale. Nel sequel si sceglierà una discontinuità rispetto al primo capitolo in favore dell'originale, ripristinando la corretta pronuncia.

## Accoglienza

### Botteghino
Mr. Crocodile Dundee ha incassato $ 47.707.045 al botteghino in Australia.
Sono state apportate numerose modifiche minori al film per la sua uscita negli Stati Uniti, dove è stato distribuito nelle sale dalla Paramount Pictures nel settembre 1986. Il film ha debuttato al numero 1 incassando $ 8 milioni nel weekend di apertura, e rimase al numero uno per nove settimane. Ha incassato $ 174.803.506 al botteghino statunitense e canadese essendo il secondo film con il maggior incasso di quell'anno sia per lo studio che al botteghino degli Stati Uniti. Box Office Mojo stima che il film abbia venduto oltre 46 milioni di biglietti in Nord America. È stato il film con il maggior incasso in Nuova Zelanda con un incasso di $ 5,1 milioni, e il film non americano con il maggior incasso al botteghino statunitense.

### Critica
Su Rotten Tomatoes, il film ha un punteggio di approvazione dell'89% basato su 35 recensioni e una valutazione media di 6,8/10. Il consenso della critica recita: "Il fascino contagiosamente accomodante e un protagonista nel ruolo che è nato per interpretare aiutano Crocodile Dundee a sfruttare al meglio la sua premessa familiare di pesce fuor d'acqua". Su Metacritic, il film ha un punteggio del 62% sulla base delle recensioni di 13 critici, indicando "recensioni generalmente favorevoli".
James Berardinelli di Reelviews.net ha assegnato al film tre stelle su quattro affermando: "Ciò che manca alla trama in ambizione, lo compensa con simpatia pura e senza restrizioni". Paul Attanasio del Washington Post ha affermato che il film "ha una doppia struttura da 'pesce fuor d'acqua' - prima lei è il pesce, poi lui è il pesce - ma il film non va da nessuna parte, per lo più perché i personaggi sono tali nullità... Non c'è dramma in Crocodile Dundee perché non c'è un vero conflitto tra questi personaggi." Michael Wilmington del Los Angeles Times ha scritto che il film "non è niente che puoi esaminare a fondo o rimuginare in seguito. È semplicemente un esperto che piace alla folla. Ha un tocco così sicuro, facile e sicuro che è quasi a prova di fallimento, come una punta del cappello, un sorso di birra, un veloce, dorato 'G'day.'"
Sebbene Mr. Crocodile Dundee sia stato un successo sia in Australia che all'estero, è diventato controverso con alcuni critici e pubblico australiani, che si sono risentiti per l'immagine degli australiani come ocker. Robert Hughes si lamentò nel 2000 che per gli americani "Crocodile Dundee è un'opera di realismo sociale", dando loro una "fantasia 'selvaggio West'" sull'Australia. David Droga ha detto nel 2018, tuttavia, che "Non c'è stata pubblicità migliore per l'Australia di quel film".

## Riconoscimenti
- 1987 - Premio Oscar
  - Candidatura per la migliore sceneggiatura originale (Paul Hogan, Ken Shadie e John Cornell)
- 1987 - Golden Globe
  - Miglior attore in un film commedia o musicale (Paul Hogan)
  - Candidatura per il miglior film commedia o musicale
  - Candidatura per la migliore attrice non protagonista (Linda Kozlowski)
- 1987 - Premio BAFTA
  - Candidatura per il miglior attore protagonista (Paul Hogan)
  - Candidatura per la miglior sceneggiatura originale (Paul Hogan, Ken Shadie e John Cornell)
- 1987 - Saturn Award
  - Candidatura per il miglior film fantasy
  - Candidatura per la migliore sceneggiatura (Paul Hogan, Ken Shadie e John Cornell)

## Sequel
- Mr. Crocodile Dundee 2 (1988)
- Crocodile Dundee 3 (2001)